# Christa Schuppler

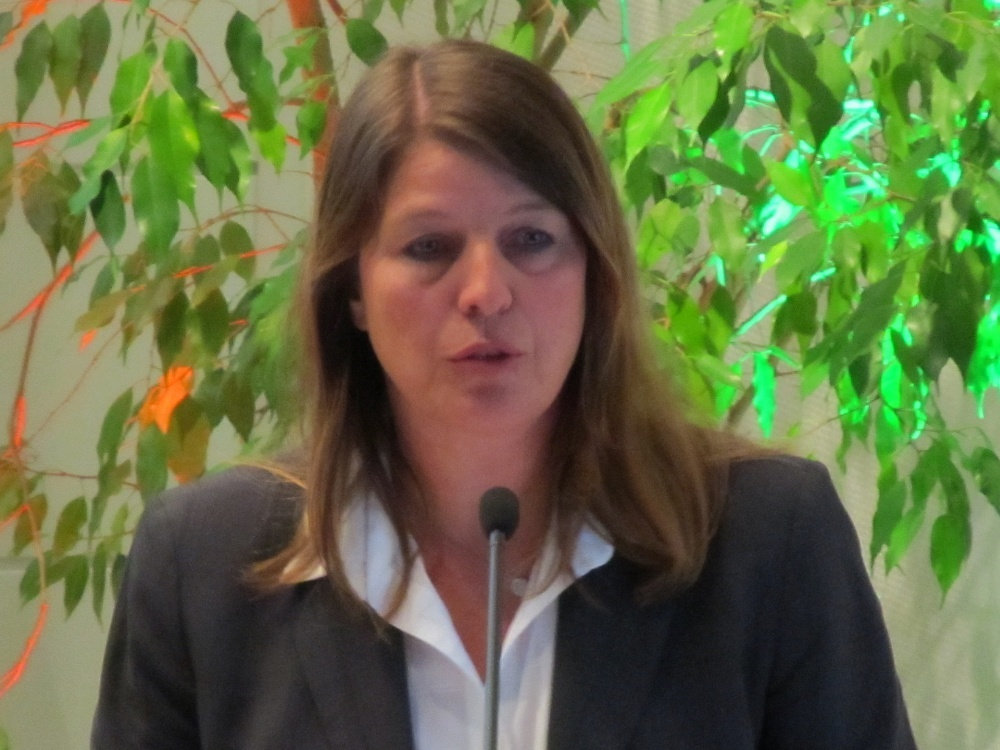
Christa Schuppler (2012)

Christa Schuppler (* 1. März 1965) ist eine nordrhein-westfälische Politikerin (parteilos) und ehemalige Bürgermeisterin der Gemeinde Wilnsdorf.

## Werdegang
Schuppler begann ihre Ausbildung zur Verwaltungsfachangestellten beim Lahn-Dill-Kreis; später studierte sie in Gießen und errang den Abschluss zur Diplom-Verwaltungswirtin. Als Verwaltungsbeamtin im gehobenen Dienst arbeitete Schuppler ab 1991 in der Gemeinde Burbach. 2005 übernahm sie den Regionalbereich Burbach, Neunkirchen und Wilnsdorf der ARGE Siegen-Wittgenstein.
Am 21. Oktober 2009 wurde sie auf Vorschlag der CDU mit 58 % der abgegebenen Stimmen zur parteilosen Bürgermeisterin der Gemeinde Wilnsdorf gewählt. Am 13. September 2020 wurde sie nicht wiedergewählt.
Schuppler ist verheiratet und hat zwei Söhne.